# Mikušovce (Trenčín)
|  | No s'ha de confondre amb Mikušovce (Banská Bystrica). |

Bolešov és un poble i municipi d'Eslovàquia que es troba a la regió de Trenčín.
La primera menció escrita de la vila es remunta al 1259.

## Demografia
| Godina             | 1994 | 2004   | 2014   | 2024   |
| ------------------ | ---- | ------ | ------ | ------ |
| Nombre de persones | 1014 | 1019   | 1028   | 1044   |
| Diferència         |      | +0,49% | +0,88% | +1,55% |

| Godina             | 2023 | 2024   |
| ------------------ | ---- | ------ |
| Nombre de persones | 1050 | 1044   |
| Diferència         |      | −0,57% |